# مسئله دو ژنرال

موقعیت دو ارتش. ارتش A1 و A2 نیاز به هماهنگی با یکدیگر دارند اما پیام‌های آن‌ها ممکن است توسط ارتش B ضبط شوند.

مسئله دو ژنرال (انگلیسی: Two Generals' Problem) یک آزمایش فکری است که در آن مشکلات و چالش‌های طراحی یک اقدام هماهنگ، هنگام استفاده از یک کانال ارتباطی نامطمئن نشان داده می‌شود. در این مسئله دو ژنرال ارتش تنها قادر به برقراری ارتباط با یکدیگر با استفاده از یک کانال ارتباطی ناامن هستند که پیام‌های آن‌ها از زمین تحت تصرف ارتش دشمن عبور می‌کند. دو ژنرال ارتش برای حمله نیاز به هماهنگی با یکدیگر دارند در حالی که پیام‌های آن‌ها ممکن است به وسیله دشمن ضبط شوند. این مسئله به بررسی چگونگی برقراری یک توافق میان دو ژانرال با در نظر گرفتن احتمال ضبط پیام‌های آن‌ها توسط دشمن می‌پردازد.  

## تعریف
دو ارتش، هر کدام به رهبری یک ژنرال در حال آماده سازی برای حمله به یک شهر مستحکم هستند. ارتش‌ها در نزدیکی شهر، هرکدام در دره مخصوص خود قرار دارند. دره سومی بین دو دره قرار گرفته است و تنها راه ارتباط دو ژنرال برای ارسال پیام به یکدیگر با استفاده از افراد پیام‌رسان است. متأسفانه دره سوم توسط مدافعان شهر اشغال شده است و این احتمال وجود دارد که افراد پیام‌رسان هنگام عبور از این دره اسیر شوند. 
برای تصرف شهر لازم است که دو ژنرال با یکدیگر حمله کنند. در حالی که دو ژنرال برای حمله توافق کرده‌اند، اما زمانی را برای حمله مشخص نکرده‌اند. بنابراین آنها باید با یکدیگر ارتباط برقرار کنند تا در مورد زمان حمله تصمیم بگیرند و هر ژنرال باید بداند که ژنرال دیگر با طرح حمله موافقت کرده است. از آنجا که تأیید دریافت پیام می تواند به آسانی به عنوان پیام اصلی توسط دشمن از بین برود، مجموعه‌ای نامحدود از پیام‌ها برای رسیدن به توافق لازم است. 